# Connie la vache
Connie la vache (La vaca Connie) est une série télévisée espagnole en 52 épisodes de 6 minutes, créée en 1998 par Josep Viciana et Roman Rybakiewicz, diffusée en 1999 et 2001.
En France, la série est diffusée en 2003 sur France 5 dans l'émission Debout les Zouzous, et en juin 2008 sur Piwi, et au Québec à partir du 20 septembre 2004 à Télé-Québec.

## Synopsis
Destinée aux jeunes enfants, cette série met en scène les aventures que vit Connie, une vache joyeuse, curieuse et insouciante, en compagnie de ses amis Toby le chien, Gros Bec l'oiseau et Grognon le renard.

## Distribution
- Sabrina Leurquin : Connie
- Bruno Magne : Toby, voix additionnelles
- Antoine Tomé : le narrateur, Cache-nez le hérisson
- Thierry Kazazian : Gros-Bec, Jeannot Lapin, voix additionnelles
- Zaïra Benbadis : la mère de Connie
- Danièle Hazan : Bélinda le chamois, voix additionnelles

## Épisodes
1. Un drôle de papillon
2. Un cadeau pour maman
3. L'arbre de Noël
4. Un chat trop malin
5. Cumulonimbus
6. S.O.S. chien perdu
7. Le vilain petit ver
8. Connie et sa grand-mère
9. Le renard grincheux
10. Un gros gourmand
11. Une partie de cache-cache
12. Pompom l'ourson
13. Brr… Il fait froid !
14. Le fantôme des neiges
15. Le bonhomme de neige
16. Le loup
17. Un écureuil très occupé
18. La source magique
19. Petites fleurs et lune de miel
20. L'oiseau qui ne savait pas voler
21. Une visite chez grand-mère
22. Une chaussette pour cachette
23. Joyeux anniversaire gros bec
24. Le nid voyageur
25. Un joujou pour Tobby
26. Il faut retrouver les couleurs de Tobby
27. Le rêve de Connie
28. Tobby a du nez
29. Connie et les couleurs
30. Connie et le petit agneau
31. Connie et la tortue
32. Quelle chaleur
33. L'arbre voyageur
34. Les cinq sens
35. Connie et la cigogne
36. La course
37. Connie et les papillons
38. Le chapeau de grand-mère
39. L'aventure de la rivière
40. Boo! de la criquet
41. Connie et le criquet
42. Connie mène l'enquête
43. Escapade en famille
44. Connie et ses amis
45. L'épreuve de force
46. À la découverte des formes
47. Un oiseau très vaniteux
48. Le jeu des énigmes
49. Connie et Tobby se déguisent
50. Le porte bonheur
51. Le pont
52. Les cadeaux d'anniversaire

## Diffusion
| Pays / Région | Chaîne                                                    | Période de diffusion |
| ------------- | --------------------------------------------------------- | -------------------- |
| Catalogne     | TV3 Canal Super3                                          | La Vaca Connie       |
| France        | France 5 : arrêt sur la chaîne Piwi : arrêt sur la chaîne | Connie la vache      |
| Hongrie       | Minimax Duna TV M2 JimJam                                 | Connie, a boci       |
| Royaume-Uni   | Tiny Pop BBC                                              | Connie the Cow       |
| États-Unis    | Noggin V-me                                               | Connie the Cow       |
| Turquie       | Yumurcak TV                                               | Conni                |
| Italie        | Rai Yoyo                                                  | La mucca Connie      |
| Pologne       | TVP 1 JimJam Polsat JimJam                                | Krówka Mu Mu         |
| Australie     | ABC4Kids ABC Kids                                         | Connie the Cow       |
| Argentine     | Discovery Kids                                            | Connie la vaquita    |
| Brésil        | Discovery Kids                                            | Connie, a Vaquinha   |
| Séoul         | Educational Broadcasting System                           | 얼룩송아지 코니      |

## Financement
- Pringles